# Toy Town
«Toy Town» es una canción happy hardcore del dúo británico DJ Hixxy y MC Sharkey. Lanzado en 1995, el sencillo fue un éxito en la escena de discotecas del Reino Unido, alcanzó el puesto 24 en la lista de sencillos de baile del Reino Unido y tuvo un impacto fundamental en la escena de la música rave del Reino Unido con un alejamiento del breakbeat hacia el nuevo sonido «cursi» del happy hardcore.

## Historia
La pista, escrita y producida por DJ Hixxy y MC Sharkey, se inspiró en la fase anterior del «toytown techno» caracterizada por temas como «Charly» de The Prodigy. Comienza con un amen break y continúa con voces «dulces como el azúcar», una «patada saltarina» y un «patrón de puñalada ultra cursi». Tiene elementos de hip hop, house, gabba y techno. Tocando al alto tempo característico del speedrush del género, al final de la pista se ha descrito que avanza hacia una «manía imparable».
En 1994, se convirtió en un «himno» de los clubes y, tras su lanzamiento en el sello Essential Platinum en 1995, alcanzó el puesto 24 en la lista oficial de UK Dance Chart y vendió c. 5000
 ejemplares. La recepción de la pista estuvo dividida, con apoyos y detractores. MC Magika declaró que fue «una bifurcación en el camino» que «casi destruyó la escena en su forma actual». Por un lado, se consideró un «soplo de aire fresco» debido a la falta de breakbeats, que atrajo a una nueva generación, pero por otro lado, muchos encontraron el sonido «cursi». Se esperaba que el sonido hardcore «juvenil», de alto ritmo con voces agudas y estribillos y samples pegadizos, anunciara la «muerte del rave», pero el éxito de la pista se citó como prueba contraria.
El éxito de «culto» de la pista despertó el interés del sello discográfico React. Como resultado, Hixxy y Sharkey firmaron con el sello para crear la serie recopilatoria Bonkers, que tuvo al menos 19 lanzamientos entre 1996 y 2009, logrando éxito tanto en las listas como en las ventas, incluso si no alcanzó el prestigio crítico de sonidos «más cool». «Toy Town» fue la primera pista de la primera compilación.
En un artículo retrospectivo de 2011, DJ Kutski de BBC Radio 1 afirmó que la pista es un «clásico» y «la definición del sonido hardcore del Reino Unido».

## Listado de pistas
- «Toy Town» ('Noddy & Bigears' Mix) - (6:13)
- «Toy Town» ('In Ya Face' Mix) - (5:16)
- «Toy Town» (Bass-D, F. Noize y Potato Remix) - (3:23)

## Listas
| Lista          | Año  | Posición más alta |
| -------------- | ---- | ----------------- |
| UK Dance Chart | 1995 | 24                |